# 耿爽
耿 爽（こう そう、英語：Geng Shuang、ゲン・シュアン、1973年4月 - ）は、中華人民共和国の外交官。かつて中華人民共和国外交部報道局副局長を務めた。

## 経歴
- 1995年
外交部で三等書記官・副長官・参事官・国際部長を務めた[1]。
- 2006年
タフツ大学で国際関係学の修士号を取得[1]。
- 2011年から2015年
在アメリカ合衆国中華人民共和国大使館参事官を務めた[1]。
- 2015年
北京に戻り、外交部国際経済部の参事官に就任した[1]。
- 2016年
外務省情報部次長に昇格した[1]。
- 2016年9月26日
中華人民共和国外交部のスポークスマンに就任[2]。
- 2020年6月5日
最後の記者会見を行い、その中で中華人民共和国外交部のスポークスマンとしての職務を終え、外交部報道局副局長を退任することを発表した[3]。

## 人物
1973年4月に北京に誕生する。1女の父である。記者会見にて天安門事件で戦車の前に立ちはだかった姿で世界的に知られる人物（無名の反逆者）の消息について問われると、「把握していない」「言えることは、あの政治騒動について中国政府はすでに明確な結論を出したということだけだ」と笑いながら答えた。